# Myophthiria javanica
Myophthiria javanica är en tvåvingeart som beskrevs av Maa 1980. Myophthiria javanica ingår i släktet Myophthiria och familjen lusflugor. Inga underarter finns listade i Catalogue of Life.